# Hårdtryffel
Hårdtryffel (Sclerogaster compactus) är en svampart som först beskrevs av Tul. & C. Tul., och fick sitt nu gällande namn av Pier Andrea Saccardo 1895. Enligt Catalogue of Life ingår Hårdtryffel i släktet Sclerogaster,  och familjen Sclerogastraceae, men enligt Dyntaxa är tillhörigheten istället släktet Sclerogaster,  och familjen Octavianinaceae. Arten är reproducerande i Sverige. Inga underarter finns listade i Catalogue of Life.